# Boston School

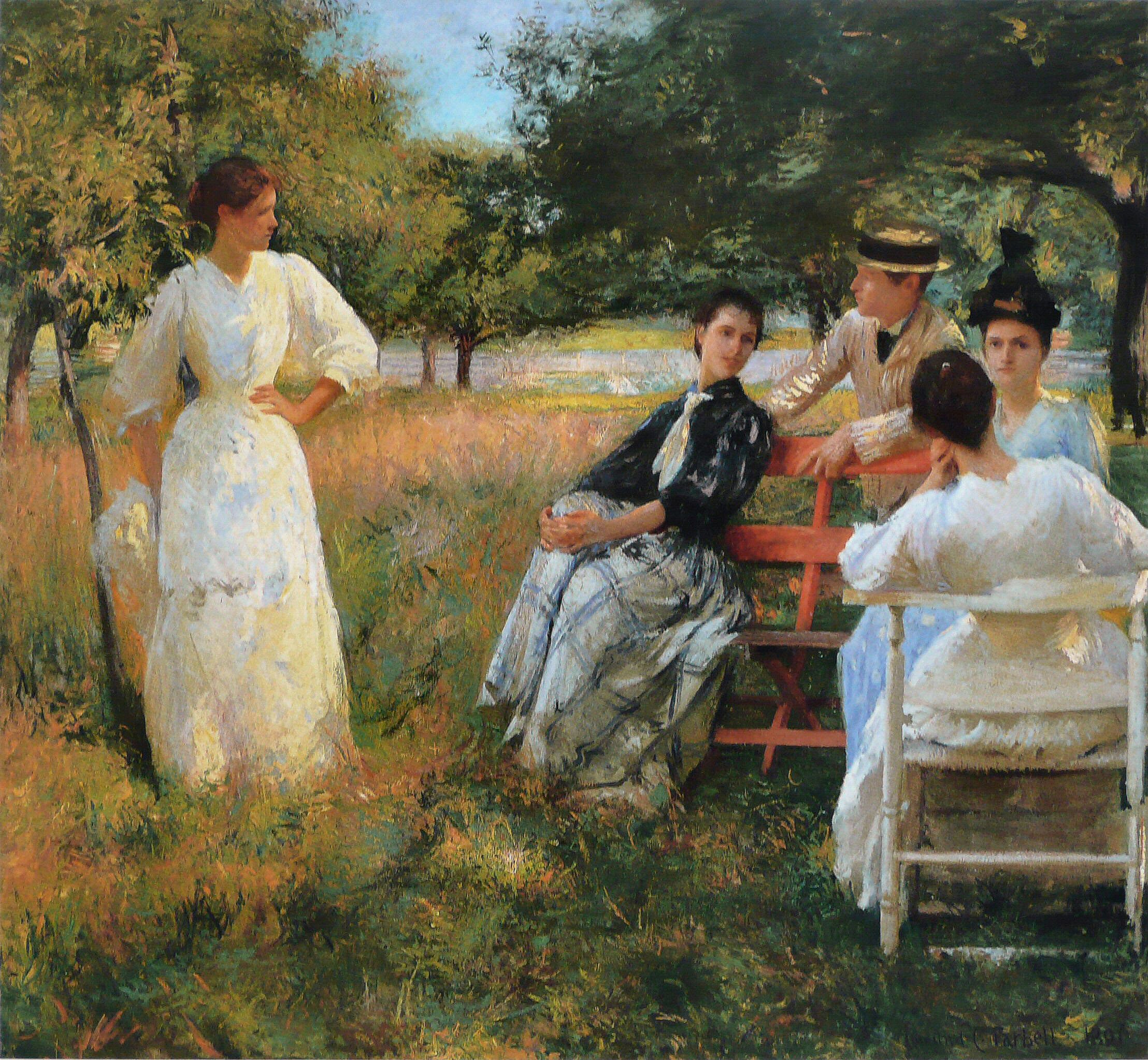
Edmund Charles Tarbell: In the Orchard (Im Obstgarten), 1891. Terra Foundation for American Art, Daniel J. Terra Collection, Chicago, Illinois

Die Boston School war eine Gruppe von Malern und Malerinnen, die Ende des 19. und Anfang des 20. Jahrhunderts in Boston, Massachusetts, tätig waren. Sie kombinierten impressionistische Techniken mit traditionellen Ansätzen der Figurenmalerei und legten besonderen Wert auf klassische Schönheitsideale.

## Geschichte

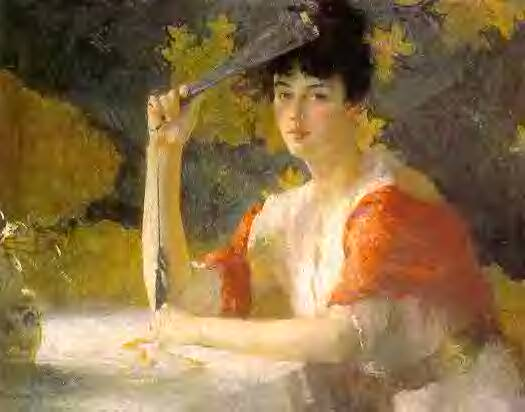
Frank Weston Benson: Red and Gold, 1915

Um 1900 hatte die Kunst in Boston einen eigenständigen Charakter angenommen. Unter der Leitung einflussreicher Lehrer wie den Malern Edmund Charles Tarbell, Frank Weston Benson und Joseph DeCamp sowie den Bildhauern Bela Pratt und Cyrus Dallin bewunderten die Bostoner Künstler Schönheit, Eleganz und technische Raffinesse. Sie bevorzugten Porträts, perfekt arrangierte Stillleben und Figurenstudien von Frauen in geschmackvollen Interieurs oder sonnendurchfluteten Landschaften. Kunst mit intensiven Emotionen, sozialem Realismus oder politischen Kommentaren war selten. Die wichtigsten Vertreter der Boston School waren Edmund C. Tarbell, Frank Weston Benson und William McGregor Paxton. Alle drei studierten in Paris an der Académie Julian und lehrten später an der School of the Museum of Fine Arts in Boston. Ihr Stil wurde stark von europäischen Künstlern wie John Singer Sargent, Claude Monet und Jan Vermeer beeinflusst. Durch die Verschmelzung der impressionistischen Malerei mit einer eher konservativen Figurenmalerei schufen sie einen einzigartigen regionalen Stil.

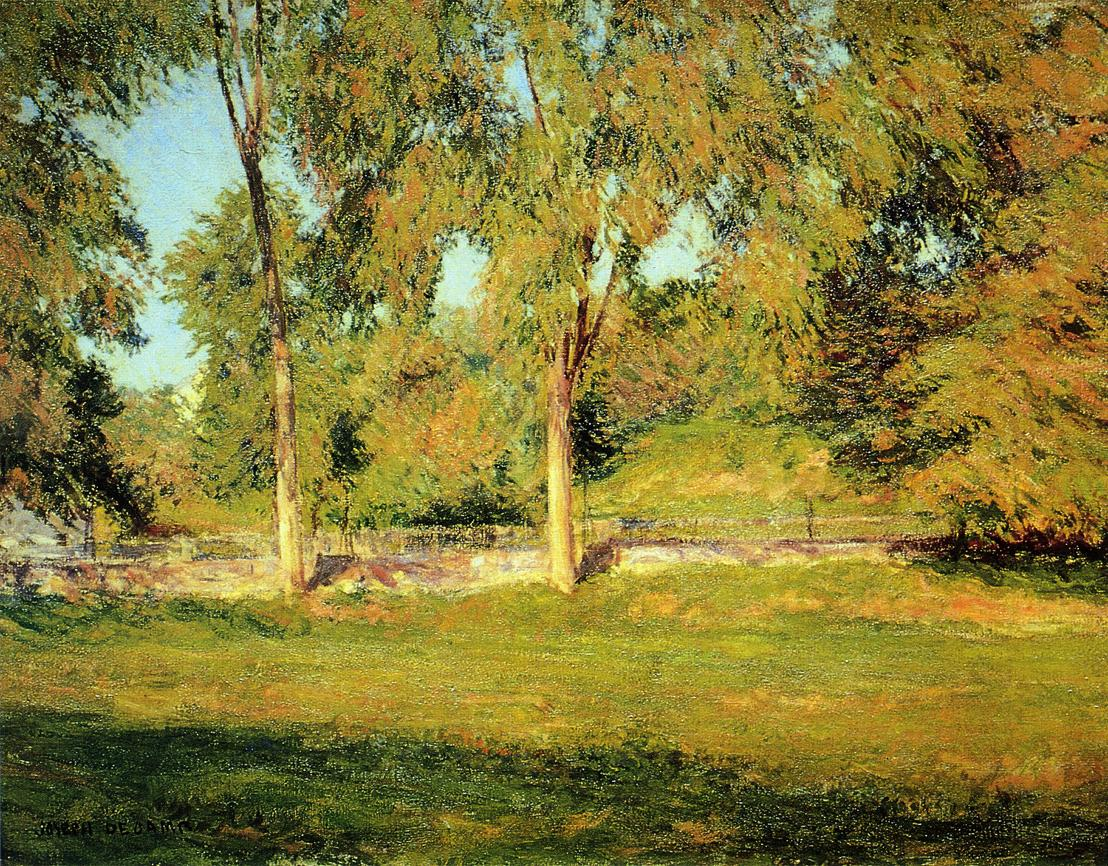
Joseph DeCamp: September Afternoon, 1895

Weitere Künstler, die der Boston School zugerechnet werden, sind Philip Leslie Hale, Lilian Westcott Hale, John Joseph Enneking, Gretchen Woodman Rogers, Aldro Hibbard, Frederic Porter Vinton, Lilla Cabot Perry, Elizabeth Okie Paxton und Hermann Dudley Murphy. Diese Maler legten großen Wert auf technisches Können und die genaue Wiedergabe visueller Eindrücke, während sie gleichzeitig die lockere Pinselführung des Impressionismus übernahmen.
Bostoner Künstlerinnen schufen Bilder, die denen ihrer männlichen Kollegen sehr ähnlich waren. Sie akzeptierten die ästhetischen und sozialen Konventionen ihrer Zeit und hofften, als professionelle Künstler in das Establishment aufgenommen zu werden. In einer Stadt, in der ein vornehmer Stil geschätzt wurde, versuchten die meisten Frauen ihre Gleichberechtigung zu beweisen, indem sie innerhalb der Grenzen des etablierten Geschmacks arbeiteten. Künstlerinnen wie Lilian Westcott Hale, Elizabeth Paxton, Gretchen Rogers und Katharine Lane hatten damit bemerkenswerten Erfolg und wurden von Publikum und Kritik gefeiert.

## Rezeption
Obwohl die Boston School heute als traditionell gilt, wurden ihre Mitglieder in den ersten Jahren wegen ihrer Verwendung impressionistischer Techniken kritisiert. Dennoch erlangten sie nationalen Ruhm und dominierten die Kunstszene im konservativen Boston bis in die 1930er und 1940er Jahre. Ihre Hingabe an Handwerk und Schönheit wurde in einer Zeit, in der moderne Strömungen traditionelle künstlerische Werte in Frage stellten, besonders geschätzt.